# José Luis Velasco
José Luis Velasco Sanz (3 de enero de 1959) es un anarcosindicalista español. Fue Secretario general de la Confederación Nacional del Trabajo desde su Congreso celebrado en Granada en 1995 hasta 1998. Es trabajador de la banca. Fue reprimido laboralmente por su actividad sindical en el Banco de Crédito Agrícola, después Caja Postal.
Miembro reconocido de la Federación Anarquista Ibérica y en su día de la FIJL, participó en la constitución de la Fundación Anselmo Lorenzo. Al respecto de su relación con estas organizaciones, se le ha señalado como un militante de los medios anarquistas y obreros.
Ha sido, además, militante anarquista de la CNT madrileña. Asiduo colaborador de la prensa anarquista, especialmente como comentarista económico, es un orador frecuentemente reclamado por la organización a que pertenece, habiendo corrido con la responsabilidad de presentar los actos de celebración del centenario de la CNT en 2010.